# 沈左权
沈左权（1963年10月—），男，汉族，浙江安吉人，中华人民共和国政治人物，现任宁夏回族自治区人大常委会副主任。